# Euploea nemesthes
Euploea nemesthes är en fjärilsart som beskrevs av Murinus Cornelis Piepers och Pieter Cornelius Tobias Snellen 1913. Euploea nemesthes ingår i släktet Euploea och familjen praktfjärilar. Inga underarter finns listade i Catalogue of Life.